# バーバートカゲ
バーバートカゲ (学名：Plestiodon barbouri) は、トカゲ科トカゲ属に分類されるトカゲ。

## 分布
日本（奄美群島＜奄美大島、加計呂麻島、徳之島、請島、与路島＞、沖縄諸島＜伊平屋島、沖縄島、久米島、渡嘉敷島＞）

## 形態
全長15.5 - 20センチメートル。頭胴長5.2 - 7.3センチメートル。胴体中央部の斜めに列になった背面の鱗の数（体列鱗数）は22か24。腹面の色彩は淡灰色。
幼体の頭部や胴体背面の体色は黒や暗褐色で、5本の明色の縦縞が入る。尾は青く、尾の先端から尾全体の2/3以上を青色部が占める。オスの成体は、頭部や胴体背面・尾の体色が暗褐色や褐色になる個体が多い。メスは幼体の色彩を残す個体が多い。

## 生態
常緑広葉樹からなる一次林や回復の進んだ二次林などに生息する。
主に徘徊性のクモ類を食べていると考えられている。胃の内容物からはアリ類、陸棲の巻貝、ミミズなどが検出された例がある。
繁殖については不明だが、抱卵直後で痩せたメスや孵化直後と思われる幼体は、7月に発見例がある。成体になってから捕獲されたオス個体が、飼育下で約4年11か月にわたり生存した例がある。

## 人間との関係
森林伐採や下草刈りによる林床の乾燥化による生息地の破壊により生息数は減少し、人為的に移入されたノネコや奄美大島や沖縄島ではフイリマングースなどによる捕食による影響も懸念されている。2017年の時点で、沖縄県レッドリストでは絶滅危惧II類と判定されている。2019年鹿児島県では県希少種保護条例で、オキナワトカゲとともに指定希少野生動植物に指定し、採集が禁止された。
絶滅危惧II類 (VU)（環境省レッドリスト）